# 玛利亚·冯·特拉普

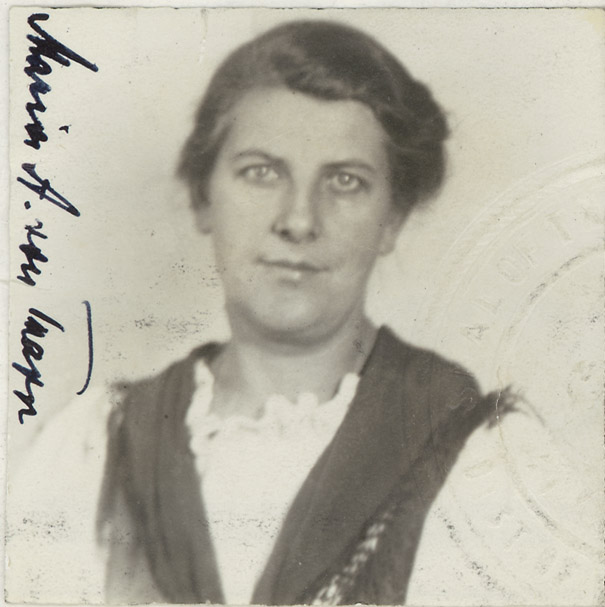
玛利亚·冯·特拉普

玛利亚·奥古斯塔·冯·特拉普（德語：Maria Augusta von Trapp，1905年1月26日—1987年3月28日），原名玛利亚·奥古斯塔·库切拉（德語：Maria Augusta Kutschera），奥地利歌唱家。她是格奥尔格·冯·特拉普上校的第二任妻子，为特拉普家族乐团“特拉普室内圣歌队”的一员。她也是电影《音乐之声》中的一位原型人物，她的故事多次被搬上银幕。
玛利亚出生在奥地利的维也纳，她父母来自蒂罗尔州。她7岁时就成为了一个孤儿，18岁时在维也纳接受教育，后来来到萨尔茨堡的侬柏格修道院成为一名修女。1926年，她来到退役的海军上校格奥尔格·冯·特拉普家中，帮他教育遗孀留下的七个子女。玛利亚与格奥尔格坠入爱河，并在第二年结婚，成为他的第二任妻子，并为他生下了三名子女。
1935年，特拉普家族破产。为了生计，特拉普家族放弃贵族尊严，玛利亚把家中空置的房屋出租给神学学生。天主教萨尔茨堡总教区的主教Franz Wasner指导特拉普一家兄弟姐妹唱歌和编曲。他们的歌曲引起歌唱家Lotte Lehmann的注意，并建议他们参加公开表演。库尔特·许士尼格在收音机中听到了他们的歌曲，邀请他们来维也纳演出。
在1935年萨尔茨堡音乐节上，特拉普家族的“特拉普室内圣歌队”取得优胜，因而大为流行。1938年，纳粹德国吞并奥地利。特拉普家族不滿纳粹德国的犹太人政策，因此拒绝与纳粹德国合作。1938年夏季，特拉普一家来到慕尼黑，与希特勒在旅馆不期而遇，并发生冲突。9月，特拉普一家被迫离开奥地利来到意大利，经由瑞士、法国、英国等国来到美国。他们原先的住宅则被当作希姆莱的总部使用。
来到美国以后，他们继续在美国和加拿大演出，并得到《纽约时报》的很高评价。1941年，定居佛蒙特州拉莫伊尔县，全家在1948年获得美国的公民权。二战结束以后，奥地利陷入贫困中，特拉普一家成立特拉普家族奥地利救援会以救济奥地利人。
1987年，玛利亚因心脏衰竭在拉莫伊尔县莫里斯威爾逝世。